# Административный совет по экономической защите Бразилии
Административный совет по экономической защите Бразилии (порт. Conselho Administrativo de Defesa Econômica; часто упоминается как CADE) — агентство правительства Бразилии. Целями агентства являются ориентирование, фискализация, предупреждение и расследование экономических злоупотреблений власти, а также их наказание, предотвращение и пресечение. Сейчас комиссаром агентства является Марцио де Оливьера Джуниор[обновить данные].
Агентство эквивалентно следующими учреждениям других стран:
- Федеральная торговая комиссия США
- Управление добросовестной конкуренции Великобритании[англ.]
- Австралийская Комиссия по конкуренции и защите потребителей.

По звёздному рейтингу всемирного обзора по конкуренции (2015) Административный Совет по экономической защите Бразилии получил оценку в 4 звезды.